# 宮脇則昭
宮脇 則昭（みやわき のりあき、1969年4月29日 - ）は、熊本県荒尾市出身の元プロ野球選手（外野手、投手）。右投右打。

## 来歴・人物
大牟田高校時代は、3度のノーヒットノーランを達成した。
1987年のプロ野球ドラフト会議で、阪神タイガースから4位指名を受け入団。
投手としてプロ入りしたが一軍登板のないまま、プロ2年目の1989年に外野手に転向した。俊足・強肩を持ち味にしていたが、外野手としても一軍出場は果たせず1990年限りで現役を引退した。
2007年から2013年まで阪神の二軍マネージャーを務めていた。2014年からは球団本部課長を務め、2018年からは球団本部次長チーム運営ファーム・育成担当ファームディレクターを務める。
2025年より日鉄鋼板SGLスタジアム尼崎の球場長に就任。

## 詳細情報

### 年度別打撃成績
- 一軍公式戦出場なし

### 背番号
- 57 （1988年 - 1990年）